# Grota Pojmania Jezusa
Grota Pojmania Jezusa, zwana też Grotą Getsemani – kaplica katolicka w Jerozolimie na zboczu Góry Oliwnej, w Dolinie Cedronu. Przylega do kościoła Grobu Najśw. Maryi Panny, wchodzi w skład sanktuarium Getsemani. Od roku 1361 jej właścicielami są franciszkanie z Kustodii Ziemi Świętej. Po powodzi, do której doszło w roku 1955, w latach 1956-1957 badania archeologiczne przeprowadził w niej i sporządził opis naukowy o. Virgilio Corbo OFM.

## Wątek biblijny
Już w IV wieku tradycja chrześcijańska łączyła z grotą fakt zdrady Judasza i pojmania Jezusa. Choć Ewangelie nie wspominają o grocie, to w świetle badań naukowych przyjmuje się, że w czasach Jezusa było ich więcej na Górze Oliwnej. Św. Jan relacjonuje, że po Ostatniej Wieczerzy Jezus „wyszedł z uczniami swymi za potok Cedron. Był tam ogród, do którego wszedł On i Jego uczniowie. Także i Judasz, który Go wydał, znał to miejsce, bo Jezus i uczniowie Jego często się tam gromadzili” (J 18, 1-2). Wspomniany ogród za potokiem, to Ogród Oliwny, zwany Getsemani (hebr. gat šemanîm – tłocznia oliwy; aram. gat - prasa, szemen - oliwa) (Mt 26, 36; Mk 14, 32), usytuowany na Górze Oliwnej (Mk 14, 26; Łk 22, 39).
W czasie modlitwy na Górze Oliwnej z Jezusem obecnych było trzech apostołów (Piotr, Jakub i Jan), a inni zatrzymali się nieco niżej (por. Mk 14, 32-33), w odległości „rzutu kamieniem” (Łk 22, 41), w grocie albo jej okolicy. Gdy Jezus wrócił do nich po modlitwie i doznaniu „trwogi konania” (por. Mt 26, 38-43; Mk 14, 34-36), czyli agonii, Judasz Iskariota zdradził Go pocałunkiem – wydał w ręce tłumu (zgrai), kohorty i strażników od arcykapłanów i faryzeuszy, przybyłych z latarniami, pochodniami i bronią, mieczami i kijami (por. Mt 26, 47-50; Mk 14, 43-46; Łk 22, 47-52, J 18, 3-5). To wydarzenie wczesna tradycja chrześcijańska złączyła z grotą, znajdującą się w ogrodzie drzew oliwnych, czyniąc z niej miejsce kultu religijnego.

## Motyw archeologiczny
Grota o wymiarach ok. 19x10 m i wysokości 3,5 m, mimo różnych zmian zachodzących w czasie, zachowała swój naturalny charakter. Składa się z poziomu dolnego i górnego. Początkowo była pomieszczeniem rolniczym, w dolnej części z cysterną i kanałem wodnym, a być może także z prasą do wyciskania oliwy z oliwek. Według tej hipotezy woda w cysternie mogła służyć do rozcieńczania wytłoczonej oliwy, w celu ułatwienia jej spływu do wydzielonego miejsca.
W IV wieku górna część groty stała się kaplicą skalną, a dolna z cysterną przemieniała się z czasem w nekropolię Wykopaliska archeologiczne pozwoliły zidentyfikować 42 pochówki, zlokalizowane pod posadzką mozaikową w części prezbiterium i we wnękach ściany przy cysternie, oraz wielki grobowiec w ziemi dolnej części groty. Niektóre pochówki pochodzą z okresu bizantyjskiego, inne z czasu wypraw krzyżowych, a nawet z okresu późniejszego. Znalezione zostały również inskrypcje żałobne w języku greckim i arabskim (pismo kufickie). W posadzce przy cysternie jest napis w języku greckim: KE ANAPAUS(ON) – „Panie, udziel pokoju”. Z kolei pismo kufickie zachowane na płycie marmurowej grobu o numerze 15. zawiera 112. surę Koranu: „W Imię Boga Miłosiernego i Litościwego! Mów: «On – Bóg Jeden,Bóg Wiekuisty! Nie zrodził i nie został zrodzony! Nikt Jemu nie jest równy»”.
W okresie wypraw krzyżowych sklepienie groty zostało udekorowane malowidłami gwiazd, scen i wersetów ewangelicznych. W poważnym stopniu zostało ono zniszczone przez powtarzające się powodzie i zaniedbania ludzkie. Na podstawie opisów, m.in. pielgrzyma Jana z Würtzburga (1165) albo dominikanina Aleksandra Rinucciniego (1474), i studium ikonograficznego powstała hipoteza, iż treścią cyklu obrazowego w okolicy prezbiterium – z widocznymi szczątkami ubrania, aureoli czy skrzydła anielskiego – mogły być trzy sceny: modlitwa Jezusa w Ogrodzie, Chrystus z apostołami i Anioł pocieszający Zbawiciela. Opisuje je prawdopodobnie fragment napisu w języku łacińskim, który ma zrekonstruowane brzmienie: „Tutaj Święty Król pocił się krwią. Pan i Zbawiciel często przybywał w te miejsca. Ojcze mój, jeśli chcesz, oddal ode mnie ten kielich”. Napis w trzech linijkach złożony jest z liter białych na tle czerwonym i granatowym.